# حليمة السعدية
حليمة السعدية هي أم النبي محمد من الرضاعة.

## نسبها
- حليمة السعدية من بني سعد بن بكر من قبيلة هوازن، اسمها حليمة بنت أبي ذؤيب وهو عبد الله[1] بن الحارث بن شجنة بن جابر بن رزام بن ناصرة بن فصية بن نصر بن سعد بن بكر بن هوازن بن منصور بن عكرمة بن خصفة بن قيس عيلان بن مضر بن نزار بن معد بن عدنان.[2]

## أبناؤها
كانت زوجة الحارث بن عبد العزى بن رفاعة بن ملان بن ناصرة بن فصية بن نصر بن سعد بن بكر بن هوازن من بادية الحديبية. وأنجبت منه:
- عبد الله بن الحارث.
- حفص بن الحارث أشتهر بأسم أمه فيقال له حفص بن حليمة.
- أنيسة بنت الحارث.
- حذافة بنت الحارث وهي الشيماء، غلب ذلك على اسمها فلا تعرف في قومها إلا به.

## إخوتها
كان لحليمة السعدية أخت واحدة واسمها سلمى، وتسعة من الأخوة الذكور ولم يعرف من أسمائهم إلا اثنين وهم:
- الهيثم[8]
- يخنس[9][10] او مخنس[11]

## الرضاعة
كانت بطون قريش ترسل أبناءها إلى قبائل البادية المحيطة بمكة كمثل بني سعد بن بكر من هوازن وبني ليث بن بكر من كنانة لرضاعتهم لما اشتهرت به تلك القبائل من صفاء اللسان ونقاء اللغة فكانت المرضعات يأتين إلى مكة من البادية لإرضاع الأطفال ويفضلن من كان أبوه حيًا لبره إلا أن محمداً كان يتيماً، مات أبوه عبد الله، فتسلمته حليمة من أمه آمنة بنت وهب ونشأ في بادية بني سعد في الحديبية وأطرافها؛ ثم في المدينة، وعادت به إلى أمه.

### حليمة السعدية تحكي قصة رضاعها للرسول
وَعَنْ حَلِيمَةَ بِنْتِ الْحَارِثِ، أُمِّ رَسُولِ اللَّهِ صَلَّى اللَّهُ عَلَيْهِ وَسَلَّمَ السَّعْدِيَّةِ الَّتِي أَرْضَعَتْهُ قَالَتْ: خَرَجْتُ فِي نِسْوَةٍ مِنْ بَنِي سَعْدِ بْنِ بَكْرٍ نَلْتَمِسُ الرُّضَعَاءَ بِمَكَّةَ، عَلَى أَتَانٍ لِي قَمْرَاءَ قَدْ أَذْمَتْ فَزَاحَمْتُ بِالرَّكْبِ. قَالَتْ: وَخَرَجْنَا فِي سَنَةٍ شَهْبَاءَ لَمْ تُبْقِ لَنَا شَيْئًا، وَمَعِي زَوْجِي الْحَارِثُ بْنُ عَبْدِ الْعُزَّى. قَالَتْ: وَمَعَنَا شَارِفٌ لَنَا، وَاللَّهِ إِنْ تَبِضَّ عَلَيْنَا بِقَطْرَةٍ مِنْ لَبَنٍ، وَمَعِي صَبِيٌّ لِي إِنْ نَنَامُ لَيْلَتَنَا مَعَ بُكَائِهِ، مَا فِي ثَدْيِي مَا يُعْتِبُهُ، وَمَا فِي شَارِفِنَا مِنْ لَبَنٍ نَغْذُوهُ إِلَّا أَنَّا نَرْجُو. فَلَمَّا قَدِمْنَا مَكَّةَ لَمْ يَبْقَ مِنَّا امْرَأَةٌ إِلَّا عُرِضَ عَلَيْهَا رَسُولُ اللَّهِ صَلَّى اللَّهُ عَلَيْهِ وَسَلَّمَ فَتَأْبَاهُ، وَإِنَّمَا كُنَّا نَرْجُو كَرَامَةَ رَضَاعِهِ مِنْ وَالِدِ الْمَوْلُودِ، وَكَانَ يَتِيمًا، فَكُنَّا نَقُولُ: مَا عَسَى أَنْ تَصْنَعَ أُمُّهُ؟ حَتَّى لَمْ يَبْقَ مِنْ صَوَاحِبِي امْرَأَةٌ إِلَّا أَخَذَتْ صَبِيًّا، غَيْرِي، وَكَرِهْتُ أَنْ أَرْجِعَ وَلَمْ آخُذْ شَيْئًا وَقَدْ أَخَذَ صَوَاحِبِي، فَقُلْتُ لِزَوْجِي: وَاللَّهِ لَأَرْجِعَنَّ إِلَى ذَلِكَ فَلْآخُذَنَّهُ. قَالَتْ: فَأَتَيْتُهُ فَأَخَذْتُهُ فَرَجَعْتُهُ إِلَى رَحْلِي، فَقَالَ زَوْجِي: قَدْ أَخْذَتِيهِ؟ فَقُلْتُ : نَعَمْ وَاللَّهِ، ذَاكَ أَنِّي لَمْ أَجِدْ غَيْرَهُ. فَقَالَ: قَدْ أَصَبْتِ، فَعَسَى اللَّهُ أَنْ يَجْعَلَ فِيهِ خَيْرًا. فَقَالَتْ: وَاللَّهِ مَا هُوَ إِلَّا أَنْ جَعَلْتُهُ فِي حِجْرِي فَأَقْبَلَ عَلَيْهِ ثَدْيِي بِمَا شَاءَ مِنَ اللَّبَنِ، فَشَرِبَ حَتَّى رُوِيَ وَشَرِبَ أَخُوهُ - تَعْنِي ابْنَهَا - حَتَّى رُوِيَ، وَقَامَ زَوْجِي إِلَى شَارِفِنَا مِنَ اللَّيْلِ، فَإِذَا هِيَ حَافِلٌ فَحَلَبَتْ لَنَا مَا سَنَّنَنَا، فَشَرِبَ حَتَّى رُوِيَ، قَالَتْ: وَشَرِبْتُ حَتَّى رُوِيتُ، فَبِتْنَا لَيْلَتَنَا تِلْكَ بِخَيْرٍ، شِبَاعًا رِوَاءً، وَقَدْ نَامَ صَبْيَانِنَا، قَالَتْ: يَقُولُ أَبُوهُ - يَعْنِي زَوْجَهَا -: وَاللَّهِ يَا حَلِيمَةُ مَا أَرَاكِ إِلَّا أَصَبْتِ نَسَمَةً مُبَارَكَةً، قَدْ نَامَ صَبِيُّنَا وَرُوِيَ. قَالَتْ: ثُمَّ خَرَجْنَا، فَوَاللَّهِ لَخَرَجَتْ أَتَانِي أَمَامَ الرَّكْبِ قَدْ قَطَعَتْهُ حَتَّى مَا يَبْلُغُونَهَا، حَتَّى أَنَّهُمْ لَيَقُولُونَ: وَيْحَكِ يَا بِنْتَ الْحَارِثِ، كُفِّي عَلَيْنَا، أَلَيْسَتْ هَذِهِ بِأَتَانِكِ الَّتِي خَرَجْتِ عَلَيْهَا؟ فَأَقُولُ: بَلَى وَاللَّهِ وَهِيَ قُدَّامُنَا. حَتَّى قَدِمْنَا مَنَازِلَنَا مِنْ حَاضِرِ بَنِي سَعْدِ بْنِ بَكْرٍ، فَقَدِمْنَا عَلَى أَجْدَبِ أَرْضِ اللَّهِ، فَوَالَّذِي نَفْسُ حَلِيمَةَ بِيَدِهِ إِنْ كَانُوا لَيُسَرِّحُونِ أَغْنَامَهُمْ إِذَا أَصْبَحُوا، وَيُسَرِّحُ رَاعِي غَنَمِي فَتَرُوحُ غَنَمِي بِطَانًا لَبَنًا حُفَّلًا، وَتَرُوحُ أَغْنَامُهُمْ جِيَاعًا هَالِكَةً مَا بِهَا مِنْ لَبَنٍ. قَالَتْ: فَشَرِبْنَا مَا شِئْنَا مِنْ لَبَنٍ وَمَا فِي الْحَاضِرِ أَحَدٌ يَحْلِبُ قَطْرَةً وَلَا يَجِدُهَا، فَيَقُولُونَ لِرُعَاتِهِمْ: وَيْلَكُمُ أَلَا تُسَرِّحُونَ حَيْثُ يُسَرِّحُ رَاعِي حَلِيمَةَ؟ فَيُسَرِّحُونَ فِي الشِّعْبِ الَّذِي يُسَرِّحُ فِيهِ رَاعِينَا، وَتَرُوحُ أَغْنَامُهُمْ جِيَاعًا مَا بِهَا مِنْ لَبَنٍ وَتَرُوحُ غَنَمِي حُفْلًا لَبَنًا.
قَالَتْ: وَكَانَ صَلَّى اللَّهُ عَلَيْهِ وَسَلَّمَ يَشِبُّ فِي الْيَوْمِ شَبَابَ الصَّبِيِّ فِي شَهْرٍ، وَيَشِبُّ فِي الشَّهْرِ شَبَابَ الصَّبِيِّ فِي سَنَةٍ، فَبَلَغَ سِتًّا وَهُوَ غُلَامٌ جَفْرٌ. قَالَتْ: فَقَدِمْنَا عَلَى أُمَّهُ فَقُلْنَا لَهَا، وَقَالَ لَهَا أَبُوهُ رُدُّوا عَلَيْنَا ابْنِي فَلْنَرْجِعْ بِهِ فَإِنَّا نَخْشَى عَلَيْهِ وَبَاءَ مَكَّةَ. قَالَتْ: وَنَحْنُ أَضَنُّ بِشَأْنِهِ لِمَا رَأَيْنَا مِنْ بَرَكَتِهِ. قَالَتْ: فَلَمْ نَزَلْ بِهَا حَتَّى قَالَتْ: ارْجِعَا بِهِ. فَرَجَعْنَا بِهِ فَمَكَثَ عِنْدَنَا شَهْرَيْنِ. قَالَتْ: فَبَيْنَا هُوَ يَلْعَبُ وَأَخُوهُ يَوْمًا خَلْفَ الْبُيُوتِ، يَرْعَيَانِ بِهِمَا لَنَا إِذْ جَاءَنَا أَخُوهُ يَشْتَدُّ، فَقَالَ لِي وَلِأَبِيهِ: أَدْرِكَا أَخِي الْقُرَشِيَّ، قَدْ جَاءَهُ رَجُلَانِ فَأَضْجَعَاهُ فَشَقَّا بَطْنَهُ، فَخَرَجْنَا نَحْوَهُ نَشْتَدُّ، فَانْتَهَيْنَا إِلَيْهِ وَهُوَ قَائِمٌ مُنْتَقِعٌ لَوْنُهُ، فَاعْتَنَقَهُ أَبُوهُ وَاعْتَنَقْتُهُ، ثُمَّ قُلْنَا: مَالَكَ أَيْ بُنَيَّ؟ قَالَ: « أَتَانِي رَجُلَانِ عَلَيْهِمَا ثِيَابٌ بَيَاضٌ فَأَضْجَعَانِي ثُمَّ شَقَّا بَطْنِي، فَوَاللَّهِ مَا أَدْرِي مَا صَنَعَا ». قَالَتْ: فَاحْتَمَلْنَاهُ فَرَجَعْنَا بِهِ، قَالَتْ: يَقُولُ أَبُوهُ: وَاللَّهِ يَا حَلِيمَةُ، مَا أَرَى هَذَا الْغُلَامَ إِلَّا قَدْ أُصِيبَ، فَانْطَلِقِي فَلْنَرُدَّهُ إِلَى أَهْلِهِ قَبْلَ أَنْ يَظْهَرَ بِهِ مَا نَتَخَوَّفُ عَلَيْهِ. قَالَتْ: فَرَجِعْنَا بِهِ إِلَيْهَا، فَقَالَتْ: مَا رَدَّكُمَا بِهِ؟ وَقَدْ كُنْتُمَا حَرِيصِينَ عَلَيْهِ. قَالَتْ: فَقُلْتُ: لَا وَاللَّهِ إِنَّا كَفَلْنَاهُ وَأَدَّيْنَا الْحَقَّ الَّذِي يَجِبُ عَلَيْنَا فِيهِ. ثُمَّ تَخَوَّفْتُ الْأَحْدَاثَ عَلَيْهِ، فَقُلْتُ: يَكُونُ فِي أَهْلِهِ، قَالَتْ: فَقَالَتْ أُمُّهُ: وَاللَّهِ مَا ذَاكَ بِكُمَا، فَأَخْبِرَانِي خَبَرَكُمَا وَخَبَرَهُ. قَالَتْ: فَوَاللَّهِ مَا زَالَتْ بِنَا حَتَّى أَخْبَرْنَاهَا خَبَرَهُ، قَالَتْ: فَتَخَوَّفْتُمَا عَلَيْهِ؟ كَلَّا وَاللَّهِ، إِنَّ لِابْنِي هَذَا لَشَأْنًا، أَلَا أُخْبِرُكُمَا عَنْهُ؟ إِنِّي حَمَلْتُ بِهِ فَلَمْ أَرَ حَمْلًا قَطُّ كَانَ أَخَفَّ وَلَا أَعْظَمَ بَرَكَةً مِنْهُ، ثُمَّ رَأَيْتُ نُورًا كَأَنَّهُ شِهَابٌ خَرَجَ مِنْ حِينِ وَضَعْتُهُ، أَضَاءَتْ لِي أَعْنَاقُ الْإِبِلِ بِبُصْرَى، ثُمَّ وَضَعْتُهُ، فَمَا وَقَعَ كَمَا تَقَعُ الصِّبْيَانُ، وَقَعَ وَاضِعًا يَدَهُ بِالْأَرْضِ رَافِعًا رَأْسَهُ إِلَى السَّمَاءِ، دَعَاهُ وَالْحَقَا بِشَأْنِكُمَا. وقولها: الأتان يعني الحمار يقع على الذكر والأنثى، والأتَانُ الحمارَةُ الأنثى خاصَّةً. وسنة شهباء: ذات قحط وجدب، والشهباء الأرض البيضاء التي لا خضرة فيها لقلة المطر من الشهبة، وهي البياض فسُمِّيت سنة الجدب بها. والشارف: الناقة المسنة التي ارتفع لبنها. والجفر: الصبي يقرب البلوغ. وانتقع لونه: تغير من خوف أو ألم.

## قبل البعثة
ماتت آمنة الأم الوالدة للرسول محمد بن عبد الله وكان عمره ست سنين فكفله جده عبد المطلب بن هاشم؛ وقدمت حليمة على مكة بعد أن تزوج الرسول محمد بخديجة بنت خويلد، وشكت إليه الجدب، فكلم خديجة بشأنها فأعطتها أربعين شاة. وقدمت مع زوجها بعد النبوة فأسلما. وجاءت إلى النبي يوم حنين، وهو على الجعرانة، فقام إليها وبسط لها رداءه فجلست عليه.

## بعد البعثة
روى زيد بن أسلم عن عطاء بن يسار قال: جاءت حليمة بنت عبد الله أم النبي صلى الله عليه وسلم من الرضاعة إلى رسول الله صلى الله عليه وسلم يوم خيبر فقام إليها وبسط رداءه فجلست عليه. عَنْ أَبِي الطُّفَيْلِ رَضِيَ اللَّهُ عَنْهُ، قَالَ: رَأَيْتُ رَسُولَ اللهِ، يَقْسِمُ لَحْمًا بِالْجِعْرَانَةِ فَجَاءَتْهُ امْرَأَةٌ بَدْوِيَّةٌ فَبَسَطَ لَهَا رِدَاءَهُ، فَقُلْتُ: مَنْ هَذِهِ؟ قَالُوا: هَذِهِ أُمُّهُ الَّتِي كَانَتْ تُرْضِعُهُ.

## روايتها للحديث
روت عن النبي وروى عنها عبد الله بن جعفر.

## وفاتها
توفيت حليمة السعدية بعد العام الثامن من الهجرة بالمدينة المنورة، ودفنت بالبقيع.